# Zieseberg
Der Zieseberg, früher auch Ziesaberg, ist eine an ihrer höchsten Stelle 49 Meter hohe und mit Wald bewachsene, markante Erhebung zwischen Wolgast und Hohendorf im Nordosten des Landes Mecklenburg-Vorpommern. Der Berg, nach dem Bach Ziese benannt, ist weithin sichtbar und befindet sich zwischen der Bundesstraße 111 und der Bahnlinie von Züssow nach Wolgast in der Nähe der Ziesemündung in den Peenestrom.
Die Erhebung entstand durch einen Gletschervorstoß während der Weichseleiszeit und stellt eine Endmoränengabel der Velgaster Staffel dar. Der Name des Bergs und des Baches hat seinen Ursprung wahrscheinlich in der slawischen Mythologie. der Zieseberg galt während der Zeit der slawischen Besiedlung der Region als Heiligtum. Auf dem Zieseberg soll eine Ziesenburg gestanden haben und die Erdgöttin Cisa verehrt worden sein. Später wurde er von den in Wolgast ansässigen pommerschen Herzögen als Jagdrevier genutzt.
Am Zieseberg befinden sich Nahrungshabitate für das Große Mausohr und aufgrund der sandigen und trockenen Verhältnisse Habitate der Zauneidechse.
Gegenwärtig ist der Zieseberg vor allem als Naherholungsgebiet von Interesse, vom Gebiet der Stadt Wolgast ausgehend grenzen Kleingartenanlagen an die Erhebung. Seit 1956 befindet sich am Südhang des Ziesebergs eine Motocross-Rennstrecke, die vor allem in den Sommermonaten genutzt wird. Neben Läufen zu DDR-Meisterschaften beziehungsweise Deutschen Meisterschaften und zum Deutschen Motocross-Pokal finden seit 1962 auch Rennen mit internationaler Beteiligung statt, die vom MC Wolgast organisiert werden.